# Bernhard Peyer
Bernhard Peyer (* 25. Juli 1885 in Schaffhausen; † 23. Februar 1963 in Zürich) war ein Schweizer Paläontologe und Anatom.

## Leben
Bernhard Peyer wurde als Sohn des Textilfabrikanten Johann Bernhard Peyer und der Sophie Frey in Schaffhausen geboren. Nach der Kantonsschule Schaffhausen studierte er Naturwissenschaften an den Universitäten Tübingen, München und Zürich. In Zürich wurde er 1911 promoviert.
Er unternahm zahlreiche wissenschaftliche Reisen nach Rovigno, England und Südamerika. Ab 1924 leitete er viele Ausgrabungen im Gebiet des Monte San Giorgio, die bedeutende Fossilien von Wirbeltieren an den Tag brachten und ihn international bekannt machten. 1929 fand er ein fast vollständiges Skelett eines Giraffenhalssauriers. Die schönsten Funde aus dieser Zeit sind heute im Paläontologischen Museum der Universität Zürich ausgestellt. Ein weiterer wichtiger Forschungsschwerpunkt Peyers war die Evolution der Säugetiere. Er führte dazu Grabungen in der Region des Klettgaus durch, wo er 1942 in Hallau Zähne von Säugetieren und säugetierähnlichen Reptilien aus dem Obertrias fand und beschrieb. Entdeckt hatte sie bereits Ferdinand Schalch.
An der Universität Zürich wurde er 1918 habilitiert und 1930 zum ausserordentlichen Professor ernannt. 1943 bis 1955 war er der erste Ordinarius für Paläontologie und vergleichende Anatomie an der Universität Zürich. Von 1940 bis 1942 stand er als Dekan der Naturwissenschaftlichen Fakultät vor. Peyer war Mitglied der Deutschen Akademie der Naturforscher Leopoldina (1936) und der Académie des Sciences (1957) in Paris.
1926 heiratete er Hildegard Amsler, die Witwe seines Cousins Hans Hermann Peyer und wurde damit Stiefvater von Hans Conrad Peyer. 
Der erste bedeutende Fund im Jahre 1924 wurde nach dem Vornamen seiner Frau Hildegard benannt, eine Pflasterzahnechse mit dem Namen Cyamodus hildegardis. Aus ihrer Ehe gingen fünf Kinder hervor.

## Schriften (Auswahl)
- Die Triasfauna der Tessiner Kalkalpen. Birkhäuser, Basel 1955.
- Die Reptilien vom Monte San Giorgio. Die Fossiliengrabungen des Zoologischen Museums der Universität Zürich im Gebiete des Monte San Giorgio am Luganersee, 1924–1944. Fretz, Zürich 1944.
- Geschichte der Tierwelt. Europa-Verlag, Stuttgart 1949.
- Die Zähne. Ihr Ursprung, ihre Geschichte und ihre Aufgabe. Springer, Berlin 1963.
- Comparative odontology. Aus dem deutschen Manuskript übersetzt und herausgegeben von Rainer Zangerl. University of Chicago Press, Chicago 1968.

## Trivia
- Im Dorf Meride, am Fusse des Monte San Giorgio, wurde eine Strasse nach ihm benannt.